# Puente en arco de tablero pasante
Un puente en arco de tablero pasante es un tipo de estructura, generalmente de acero o de hormigón armado o pretensado, en la que el ápice del arco se sitúa por encima del tablero, de forma que este último queda simplemente suspendido del arco en toda su luz (o al menos en parte de la misma), sin capacidad de transmitir esfuerzos de tracción para contrarrestar la tendencia a abrirse de los apoyos del arco.
En consecuencia, no debe confundirse con un puente de arco atirantado, cuyo aspecto externo puede ser muy similar, pero que trabaja estructuralmente de una forma muy distinta, debido a que su tablero está diseñado para soportar el esfuerzo de tracción necesario para evitar la tendencia a separarse de los arranques del arco. 
Atendiendo a la posición relativa del tablero con respecto al arco, existen dos tipologías distintas:
- Se tiene un puente arco de tablero inferior cuando el tablero se sitúa a la misma altura que los arranques del arco, de forma que el peso del tablero se cuelga del arco a lo largo de toda su luz.
- Y se tiene un puente arco de tablero intermedio cuando el tablero está situado a una cota comprendida entre el ápice y los arranques del arco, de forma que la parte central del tablero queda colgada del arco, pero los tramos laterales se apoyan sobre el mismo.

Ambas tipologías se consideran casos particulares de una misma clase general de puente.

## Función
Para los arcos de mampostería o de sillería clásicos (cuya técnica ya había adquirido su madurez en la época de la antigua Roma), las proporciones del arco siguen siendo similares sin importar su luz: a mayor luz, se requiere mayor altura. Para un arco semicircular, la altura es la mitad del vano. Los puentes que atraviesan gargantas profundas y estrechas pueden tener su arco colocado completamente por debajo de una calzada plana (solución habitual de los puentes en arco de celosía utilizados desde el siglo XIX), pero los puentes en arco tradicionales en terrenos llanos se elevan inevitablemente por encima de la rasante de la vía de paso. Un puente arco clásico de gran luz (con la vía de paso por encima) puede requerir un punto de paso tan alto que se convierta en un obstáculo significativo para la vía de comunicación. Los puentes pequeños pueden tener un punto alto intermedio, pero los puentes más grandes (como por ejemplo el Puente Viejo, Pontypridd) pueden llegar a ser tan empinados que requieren disponer accesos con escalones, lo que imposibilita su uso para el tráfico rodado. Los ferrocarriles también encuentran inconveniente la geometría de los puentes en arco clásicos en zonas llanas, ya que son aún menos tolerantes con las pendientes, y el costo de construir los largos terraplenes de aproximación necesarios puede ser considerable.
Otros problemas son los cimientos del puente. Los puentes en arco generan grandes empujes laterales en sus bases y, por lo tanto, pueden requerir una base de roca sólida. Aplanar la forma del arco para reducir el problema de la elevación de su ápice, como en el puente Maidenhead de Brunel, aumenta este empuje lateral. A menudo es imposible lograr un arco lo suficientemente rebajado, simplemente debido a las limitaciones de los cimientos (especialmente en terrenos llanos). Históricamente, estos puentes a menudo se convirtieron en viaductos de múltiples arcos pequeños.
Con la disponibilidad de hierro y del hormigón armado como materiales estructurales, fue posible construir puentes en arco de tablero pasante, es decir, un tipo de estructuras en las que la plataforma no queda situada sobre la parte superior del arco. Este diseño requiere una estructura capaz de soportar la plataforma suspendida desde el arco mediante elementos en tensión (como barras, cadenas o cables), y que disponga de un espacio en el arco para que la plataforma pueda pasar a través de su interior. En particular, el primero de estos requisitos implica que el arco deba soportar tracciones (lo que no se puede lograr con la construcción de mampostería) y se requiere utilizar hormigón armado o pretensado, hierro forjado o acero.
El uso de un arco pasante no cambia las proporciones o el tamaño del arco: un vano amplio seguirá requiriendo un arco elevado, aunque ahora podrá alcanzar cualquier altura sobre el tablero sin obstruir el tráfico. El arco también puede extenderse hacia abajo a sus lados, ya sea para alcanzar cimientos sólidos o para colocar la calzada a una altura conveniente para atravesar un valle profundo desde una meseta elevada. El puente del Tyne muestra ambas ventajas.

## Ejemplos notables
Un ejemplo bien conocido de este tipo es el puente de la bahía de Sídney en Australia, que se basa en el puente de Hell Gate situado junto a la ciudad de Nueva York. Otros casos destacados son el puente Chaotianmen en China, el puente de arco más largo del mundo; el puente del Tyne en Newcastle upon Tyne; el puente Bayonne que conecta la ciudad de Nueva York con Nueva Jersey, que es más largo que el puente de Sídney; el puente Blanco Ahwaz; el puente de Bourne y el puente de Sagamore, dos estructuras más pequeñas casi gemelas sobre el canal de Cape Cod; el puente Pennybacker en Austin, Texas, y el puente Hernando de Soto en Memphis, Tennessee. El puente del Ferrocarril Wylam es uno de los primeros puentes en arco aguas arriba del puente del Tyne.

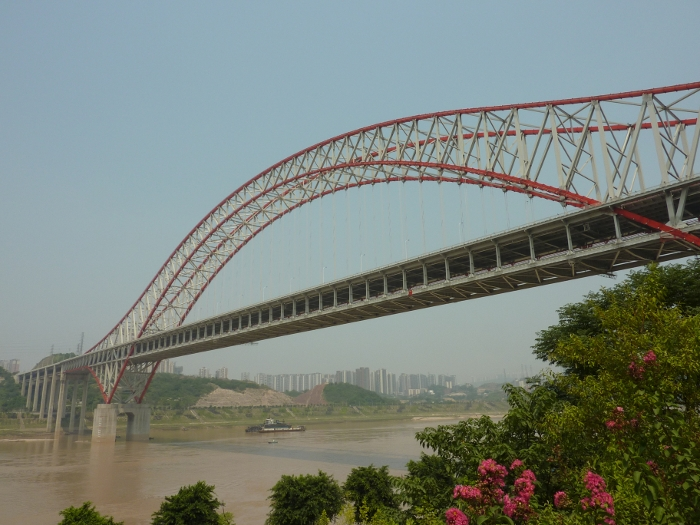
El puente Chaotianmen, en China, el puente de arco de acero más largo del mundo
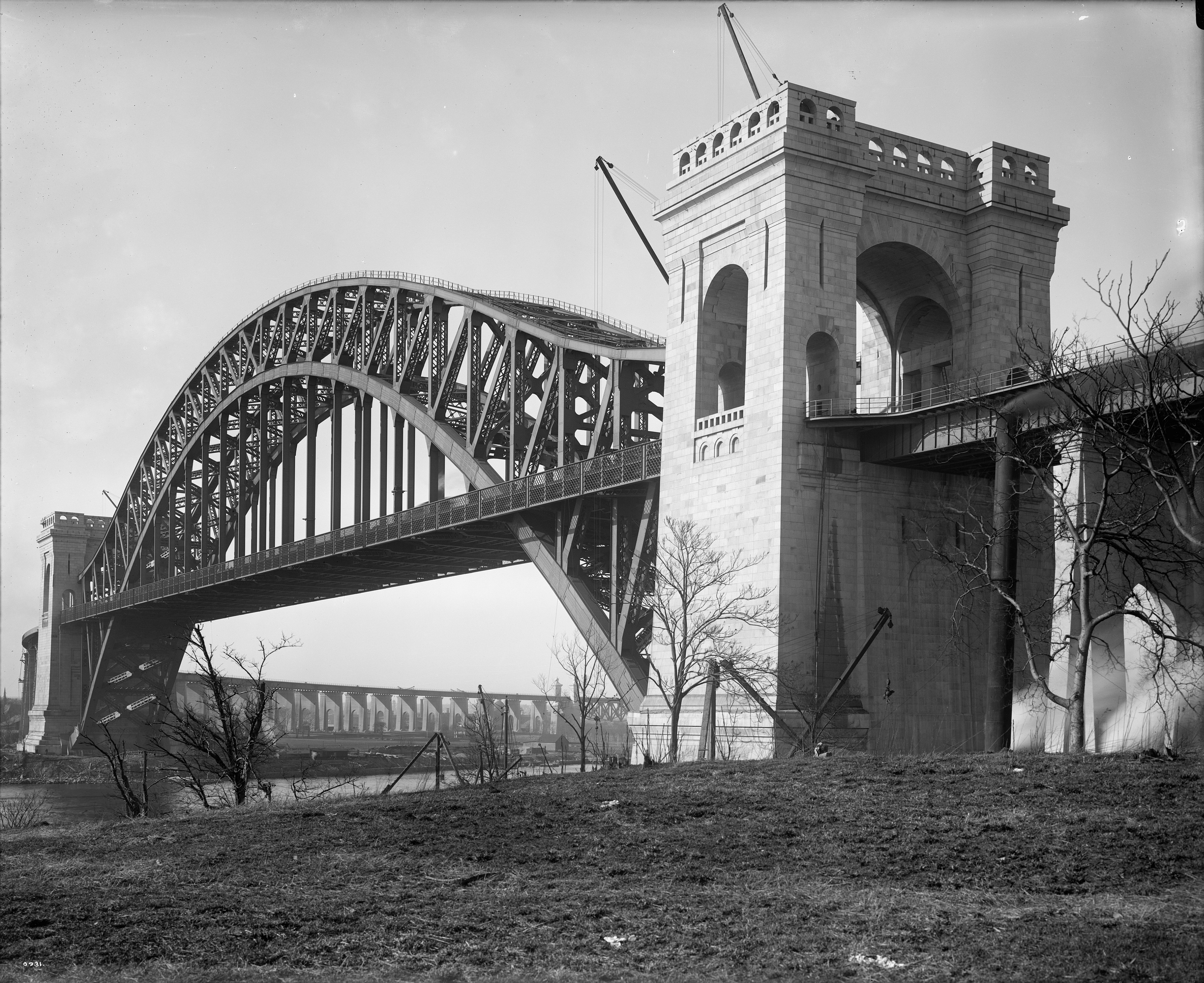
El puente de Hell Gate, Nueva York, poco después de su finalización.
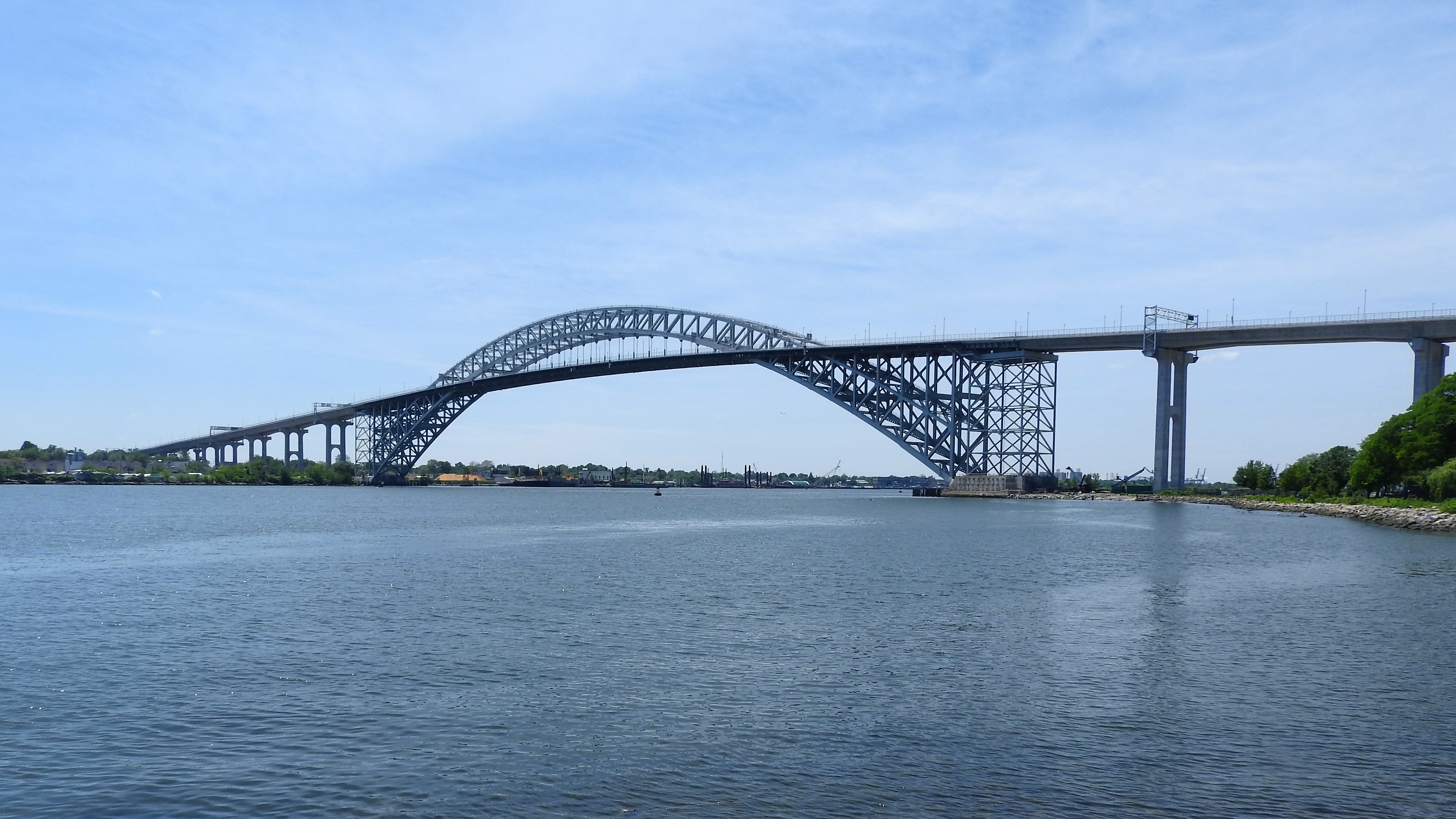
El Puente Bayonne, el quinto puente de arco de acero más largo del mundo
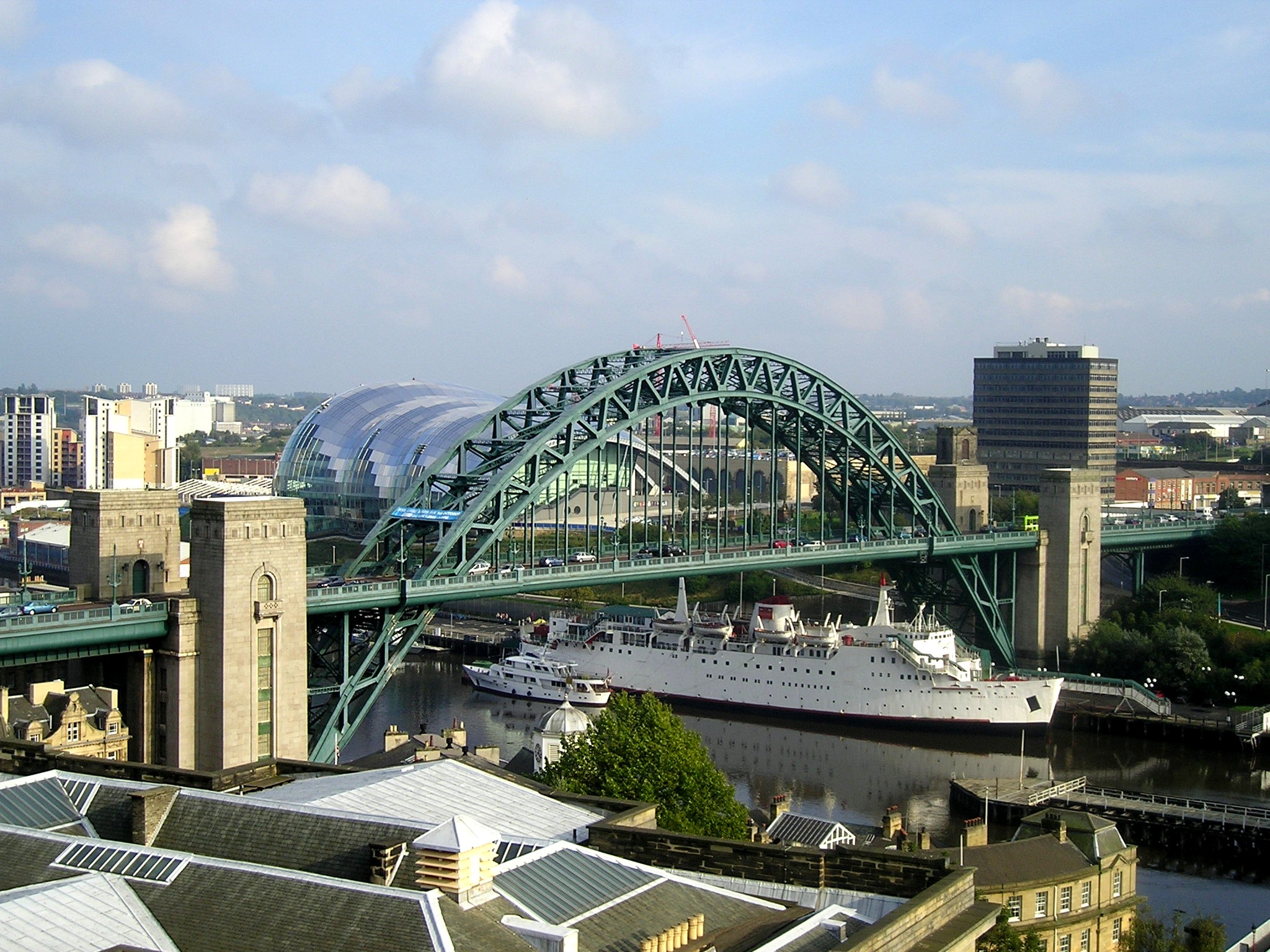
Puente del Tyne, Newcastle upon Tyne, inaugurado en 1928
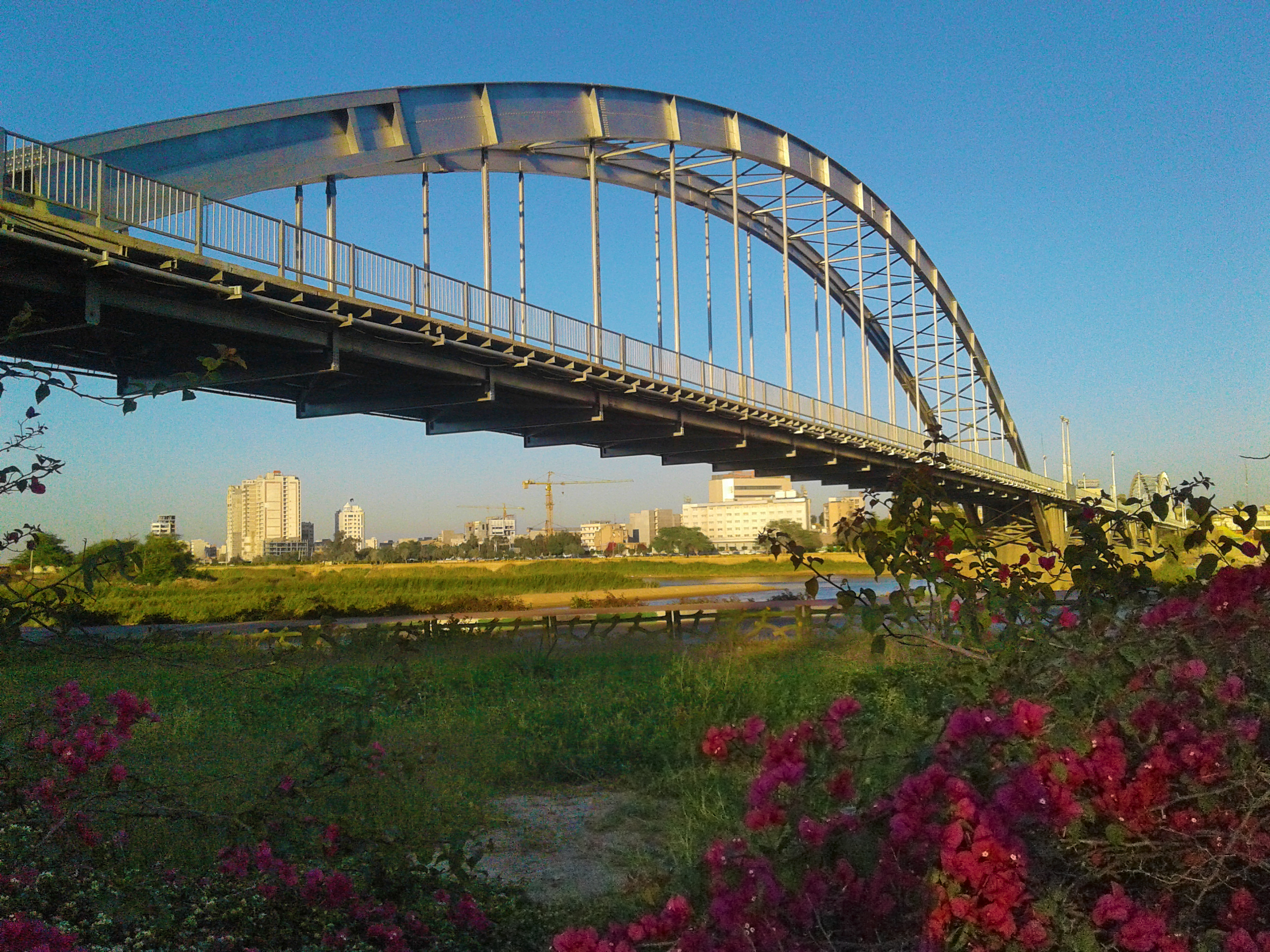
El Puente Blanco Ahwaz, construido en la década de 1930
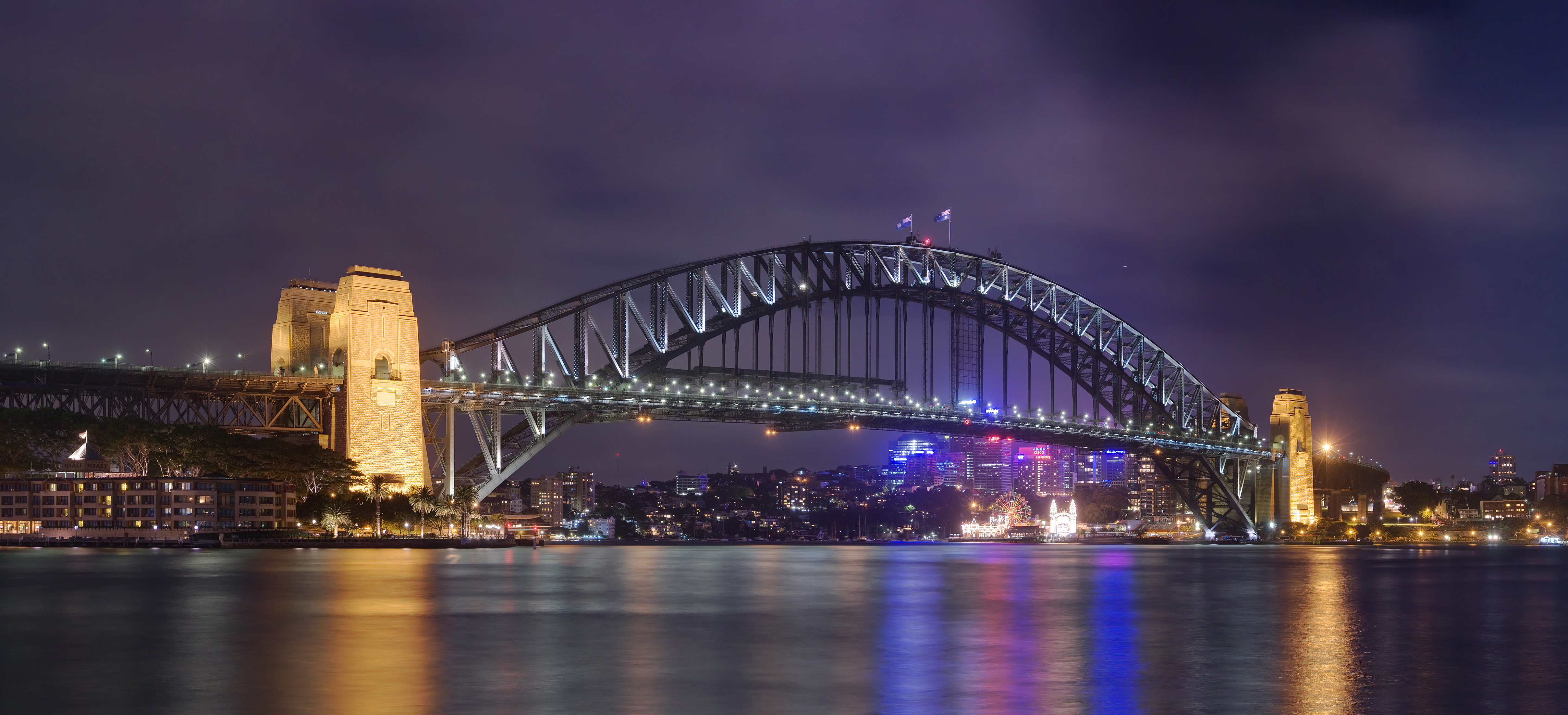
Puente de la bahía de Sídney, el sexto puente de arco más largo

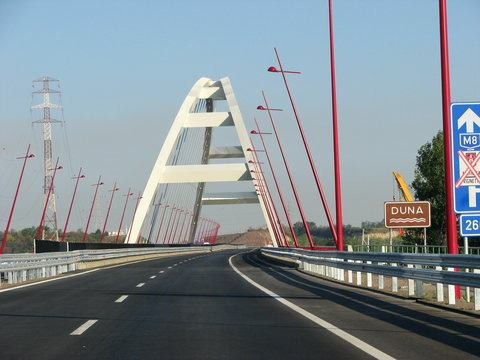
El puente de Pentele en Hungría es un ejemplo de un arco con asas de canasta. Como su denominación indica, vistos desde un lateral, los dos arcos adoptan una forma que recuerda a las asas de una canasta

El puente de arco pasante generalmente consta de dos arcos gemelos que comparten sus arranques, aunque hay ejemplos como el puente de arco de Hulme con un solo arco. Cuando los dos arcos se construyen en planos paralelos, la estructura es un puente de arcos en paralelo. Cuando los dos arcos se inclinan uno hacia el otro de forma que se reduce su distancia cerca de la parte superior,  se habla de una configuración con asas de canasta.

## Puentes de arco atirantado
|  |  |

Muchos puentes de arco atirantado también son puentes en arco con tablero pasante, dado que el cordón inferior sometido a tensión, además de contrarrestar los empujes laterales, también queda situado a una altura conveniente para formar el tablero del puente.
Pero lo contrario no es necesariamente cierto: la condición de puente en arco de tablero pasante no implica por sí misma que el tablero tenga que trabajar a tracción. Aunque son visualmente similares, los puentes en arco de tablero pasante con tirante inferior y sin él son bastante distintos estructuralmente, y no están relacionados en la forma en que distribuyen sus cargas. En particular, los puentes de fundición, como el acueducto del Ferry de Stanley, pueden parecerse exteriormente a puentes en arco con tirante inferior, pero como la fundición de hierro trabaja muy mal a tracción, estructuralmente no lo pueden ser.

## Secuencia de construcción

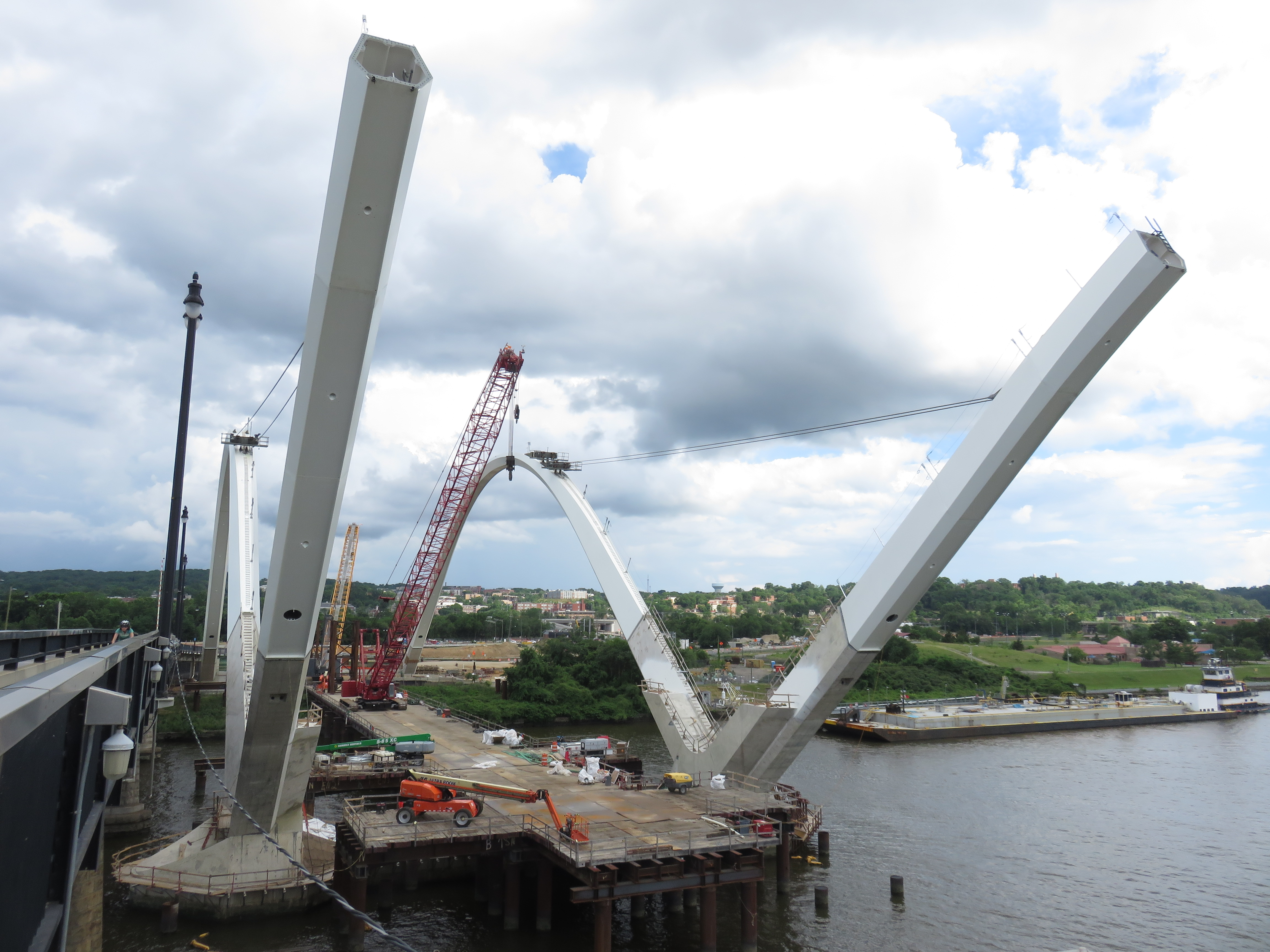
El puente conmemorativo Frederick Douglass en construcción en 2020. Cada arco parcialmente terminado está sostenido por cables, que lo sujetan al arco terminado situado por detrás de él

En algunos lugares, no es práctico sostener el arco desde abajo (utilizando una cimbra) durante su construcción.
En la construcción moderna, es habitual levantar torres provisionales ancladas con cables al terreno, que permiten sostener también mediante cables los segmentos del arco a medida que se construye. Cuando los arcos están casi completos, se coloca una plataforma de elevación entre ambos semiarcos con el fin de poder ajustar su cierre (mediante una pieza construida in situ o fabricada en taller) con la precisión necesaria.
En algunos casos, este tipo de arcos también se han construido mediante la disposición de voladizos a cada lado, con los arranques del arco atornillados de forma segura a las cimentaciones de los estribos. Los semiarcos incompletos se construyen entonces uno hacia el otro hasta alcanzar el centro, o se iza mediante tornos una sección central fabricada en taller para cubrir el vano central dejado entre los dos semiarcos. Este tipo de construcción se utilizó en el puente de la bahía de Sídney, de forma que los cables que soportaban la parte superior de los semiarcos fueron retirados después de cubrirse el vano en su totalidad.